# Chilecryptus tetracanthus
Chilecryptus tetracanthus är en stekelart som först beskrevs av Maximilian Spinola 1851.  Chilecryptus tetracanthus ingår i släktet Chilecryptus och familjen brokparasitsteklar. Inga underarter finns listade i Catalogue of Life.